# فرنسيسكو خافيير أليغرا
فرنسيسكو خافيير أليغرا (بالإسبانية: Francisco Javier Alegre)‏ هو لغوي ومؤرخ مكسيكي، ولد في 12 نوفمبر 1729 في مدينة فيراكروز في المكسيك، وتوفي في 16 أغسطس 1788 في بولونيا في إيطاليا.